# Ouides
Ouides – miejscowość i gmina we Francji, w regionie Owernia-Rodan-Alpy, w departamencie Górna Loara.
Według danych na rok 1990 gminę zamieszkiwało 76 osób, a gęstość zaludnienia wynosiła 7 osób/km² (wśród 1310 gmin Owernii Ouides plasuje się na 764. miejscu pod względem liczby ludności, natomiast pod względem powierzchni na miejscu 779.).